# Église Saint-Romain d'Els Vilars
L'église Saint-Romain (catalan : església de Sant Romà) est une chapelle préromane du Xe siècle située dans le village de Els Vilars d'Engordany dans la paroisse de Escaldes-Engordany, en Andorre. Depuis 2003, cette église est protégée comme bien d'intérêt culturel de l'Andorre.

## Description
L'église est située sur une terrasse du village d'Els Villars d'Engordany à 1 135 m, au pied du pic du Padern. 
C'est une église rurale et austère, l'une des plus anciennes d'Andorre qui appartenait au monastère Sant Serni de Tabérnolas.
Elle se compose d'une nef rectangulaire avec une abside carrée à l'est séparée de la nef par un arc triomphal. Du côté ouest, le dénivelé du terrain a été utilisé pour construire un corps à deux étages : un hangar au-dessous avec un porche, le chœur de la nef au-dessus. La porte rectangulaire d'accès à la nef s'ouvre sur la façade sud. Le sol de la nef a un dénivelé de 55 cm. Les murs sont faits de blocs irréguliers de calcaire et d'ardoise. La nef et l'abside ont des toits à deux pans. Un clocher-tour se détache de la paroi ouest avec une seule ouverture.
Un retable de cet édifice religieux est conservé dans l'église Saint-Pierre-Martyr.
La célébration (aplec) y a lieu le dernier dimanche de septembre.

## Galerie de photographies

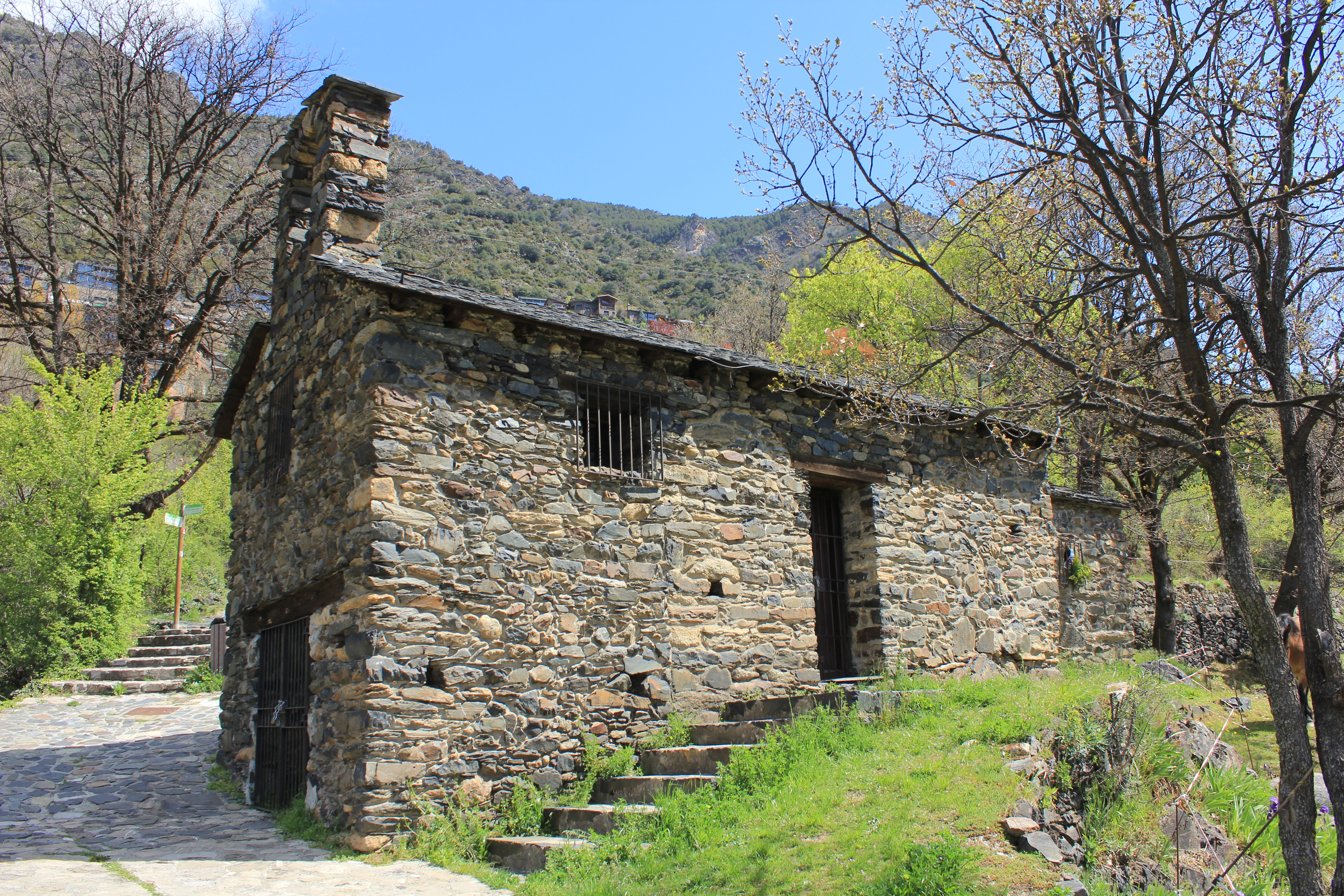
Vue de la façade sud
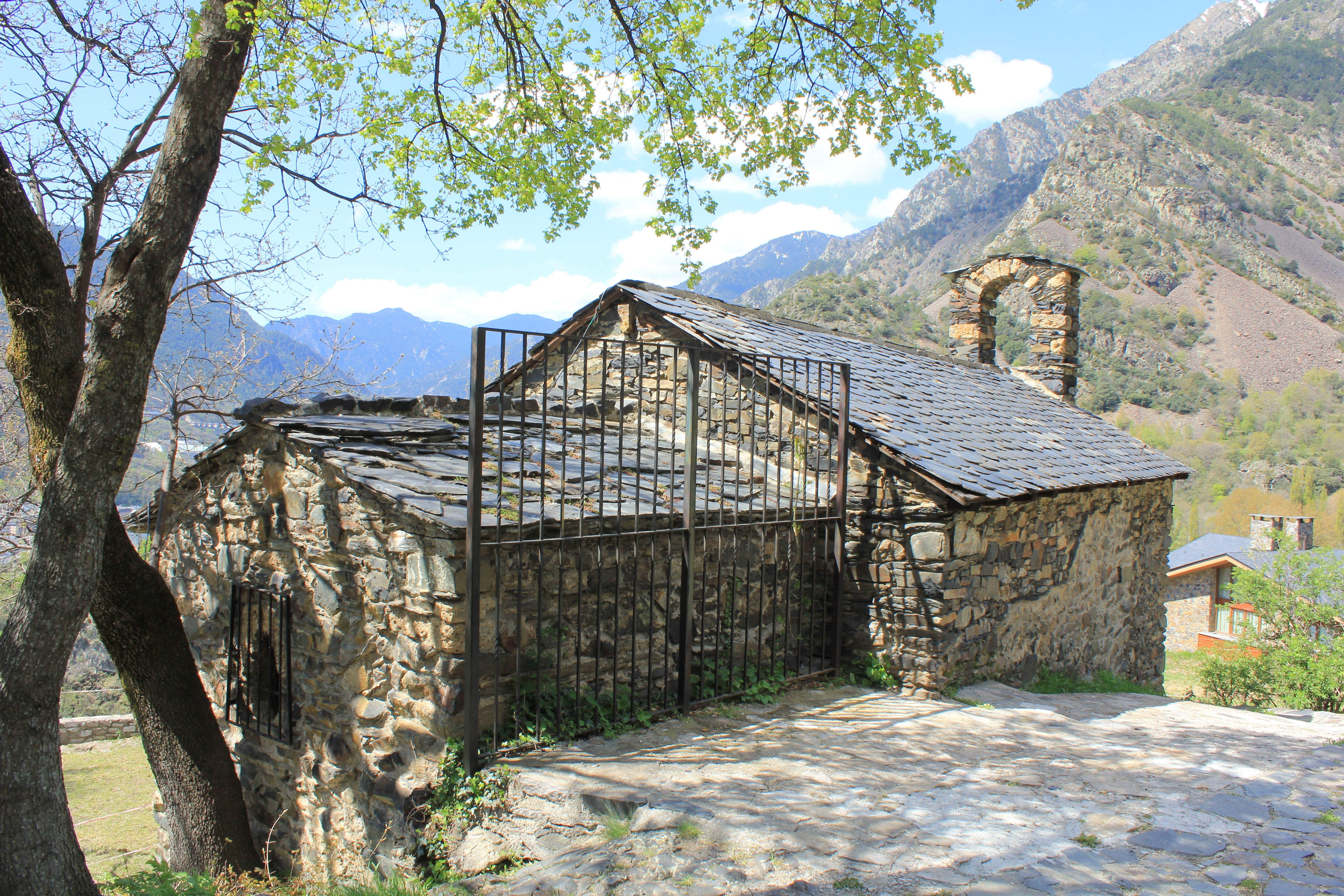
Vue de la façade nord
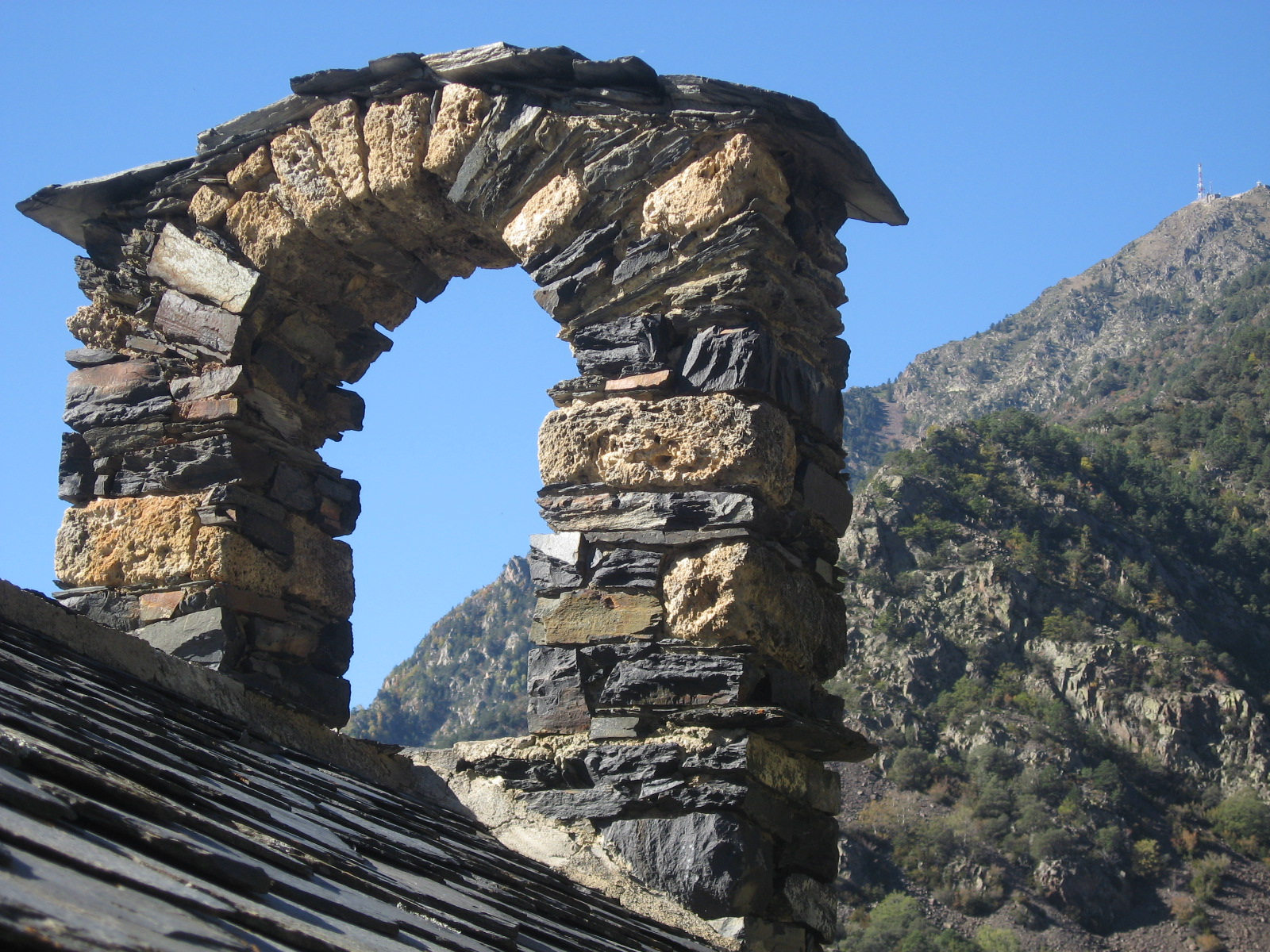
Le clocher mur